# 梁啓超

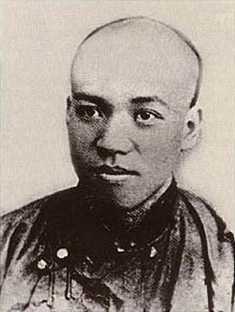
若き日の梁啓超、弁髪姿である

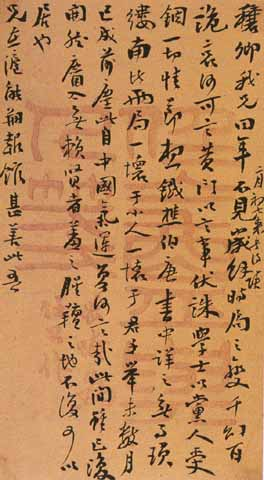
梁啓超の書

梁 啓超（りょう けいちょう、拼音: Liáng Qǐchāo、1873年 - 1929年）は、中国・清末民初のジャーナリスト、革命家、政治家、思想家、歴史学者。字は卓如、号は任公、飲冰室主人など。さらに「中国之新民」など多数のペンネームをもつ。
建築家・建築史学者の梁思成は長男、考古学者の梁思永は次男。

## 生涯

### 生い立ち（1873-1895）
1873年、広東の農村（現在の広東省江門市新会区郊外）に生まれる。貧しいながらも向学心旺盛な家族のもと、四書五経や『史記』を読んで幼年期を過ごす。
15歳の時、阮元によって建設された広東屈指の書院「学海堂」に入学し、戴震・段玉裁・王念孫に由来する考証学（訓詁・名物・制度の学）を修める。
17歳の時、科挙の郷試に合格し挙人となった。極めて成績優秀だったことから、この時の試験官李端棻に従妹との縁談をもちかけられて婚約している。
18歳の時、康有為が広東省南海に帰郷すると、友人の陳千秋とともに面会・歓談し、康有為に勧めて私塾「万木草堂」を開かせた。それから数ヶ月間、万木草堂で康有為から公羊学を学ぶと同時に、彼の説く大同思想に感銘を受け、学海堂にもどっては宣伝し老師や学友と論戦した。こうして梁啓超は、康有為と出会って以後、その片腕として活動していくことになる。また、何度か北京に上京した際には譚嗣同と交流し、大同思想や王夫之の学問について語り合った。

### 変法運動（1895-1898）
1895年、科挙の会試を受験するために北京を訪れていた康有為・梁啓超は、この年の日清戦争の敗北による下関条約の内容を知って憤慨する。二人は、同じく北京を訪れていた広東・湖南の挙人ら1200人余りを糾合して講和拒否運動を呼びかけ、康有為を代表とする上書を三度行う（公車上書）。このとき同時に、康有為・梁啓超は政治団体として強学会を結成する。強学会は政府の圧力を受けてすぐに解散してしまうが、このときの会員が「変法派」として変法自強運動の担い手になる。
1896年、変法派の黄遵憲に招かれ、上海で旬刊誌『時務報』の主筆になる。このとき、寄稿文「変法通議」などを通じて、前近代的な科挙を改めて学校制度を起こすことを説くも、やがて発行禁止となる。翌年の秋には、譚嗣同・黄遵憲・熊希齢らが湖南の長沙に設立した時務学堂の主講となる。このとき、学生に民権論を説くも、反体制的な人物として知れ渡り、王先謙ら保守的知識人によって弾圧されることになる。
1898年、変法派の主張を容れた光緒帝に招かれ、梁啓超たちは北京で立憲君主制としての革命（上からの改革）に携わる。しかし事態は一転、西太后・袁世凱ら保守派がクーデターを起こし、変法派は弾圧・処刑されてしまう（戊戌の政変、百日維新）。

### 日本亡命と言論活動（1898-1911）
友人の譚嗣同が刑死してしまう一方で、梁啓超たちはどうにか逃亡し、日本大使館に亡命を求めた。日本政府はこれを許可し、10月3日に軍艦大島丸に乗船させた。1898年10月20日、広島港経由で東京に到着する。

東京では、志賀重昂・犬養毅・柏原文太郎・高田早苗といった明治期日本の知識人に歓迎される。当時の日本の印象については、次のように語っている。
梁啓超はその後、横浜中華街で生活しつつ、ときにはオーストラリアやアメリカに赴き、ときには孫文、章炳麟、ファン・ボイ・チャウといった革命家たちと交流しながら、革命のための言論活動・啓蒙活動を日本の地で展開する。
1898年、横浜で麦孟華と会社を立ち上げて雑誌『清議報』を創刊、変法自強とともに清国民の意識改革を説いた。また、東京大同中華学校の開校にも尽力しており、同年には同地に大同学校（現在の横浜山手中華学校）、さらに翌年には神戸中華同文学校の開校にも携わっている。1902年には『新民叢報』(〜1907年）と月刊誌『新小説』といった諸雑誌をあいついで創刊。1904年に東京市で出版した『飲冰室文集類編』上下巻は、新民叢報・正論・国風報に亡命中に寄せた論説を纏めたものである。上巻の『変法通議』では「学校の立は科挙変ずるに有り」と述べ、人材育成の為に師範学校及び女学校の設立に言及し「改造は教育より」と断じた。また同書の『新民説』では、自由を尊び自治・独立を理解する新民が賢君良相を生み、内治と外交が急務であると論じている。
亡命時期の梁啓超は、日本の思潮・文化を積極的に受容する。日本語をある程度読みこなせるようになると、日本語を通じて西欧の思想を積極的に吸収し、それを著作に反映させていった。同朋の中国人に対しても、清では西洋の翻訳は軍事技術のものばかりであるため、日本での翻訳書や日本人が書いた政治経済に関する著作を学ぶことを薦めた。たとえば、上に挙げた雑誌に断続的に掲載された梁の代表作の一つ「自由書」にはヘンリー・バックルや福澤諭吉、徳富蘇峰の影響が、「新民説」には福沢の『文明論之概略』やブルンチュリの国家有機体説の影響がうかがえる。彼は明治日本を通じて清末の青年たちに向けて中国以外の思想やものの考え方をわかりやすいことば（新民体）で発信し続けた。1901年5月11日には雑誌『清議報』に「過度時代論」などを発表するなど、この頃はスペンサーの社会進化論にもとづいた論文を発表している。また、当時のペンネームとして、吉田松陰に因んで「吉田晋」を名乗ることもあった。
亡命時期の梁啓超は、思想変遷を頻繁に起こすことでも知られる。とりわけ革命思想の急進化が著しかった。本来康有為について立憲君主制政治を称揚していたにもかかわらず、大統領制をもつ共和国「大中華民主国」を構想してもいる。急進化の原因としては、宮崎滔天によって変法派と革命派の合作が図られていた（ただし結果的に失敗）ということ、1900年の義和団の乱における清朝首脳の定見のなさを目の当たりにしたこと、唐才常の自立軍運動を巡って康有為との間に確執が生じたこと、などが原因だった。しかし康有為の厳しい叱責を受けた後は、その過激さは影を潜め開明専制君主による政治改革を主張するようになる。すなわち1905年、中国同盟会の機関誌『民報』が発刊されると「清朝打倒の武力革命は暴動と外国帝国主義の干渉を招いて国を滅ぼすものであり、いまはむしろ開明専制を行うべきだ」と主張して、革命派と対立した。このような思想変遷の激しさに関しては、彼自身が後年反省しているところでもある。
- 1903年までは「新民説」に代表される、西欧と日本を鏡とした理念的な近代化の議論が多かった。
- 1905年からは、革命派の影響を受けて「開明専制論」で国家の指導と統一を重視して議会政治が中国では不可能であることを強調した。
- 1908年からは、またそれを逆転させて清朝の国会開設を全面的に支持。
- 1910年ごろには、清朝に失望しはじめて激しい批判を投げかけるようになる。

しかしそこで一貫していた基本理念は、中華民族は四大文明の一つを築いた誇らしい民族であるという理念、民族を復興させるには近代的な国民国家の建設が必要だという理念、すなわち帝国主義時代を生き抜くためのナショナリズムであった。

### 中華民国と政界活動（1912-1920）
14年間の亡命生活を経て1912年、辛亥革命の翌年に39歳で帰国した。1914年8月の膠州湾周辺での日独戦争後に排日論へ転じ、かつて戊戌変法を裏切った袁世凱のもとで進歩党を組織して、熊希齢内閣の司法総長となる。しかし、袁世凱が唱えた帝政（帝政問題）に反対して天津に逃れ、かつて時務学堂の学生であった蔡鍔とともに討袁軍を組織し、護国軍軍務院の撫軍および政務委員長になって、第三革命をすすめた。
袁世凱死後、黎元洪大総統のもとで国会が回復すると憲法研究会を組織し、いわゆる研究系の指導者として活動。段祺瑞内閣のもとで財務総長となり、西原借款にも関係している。しかしわずか4ヶ月で内閣は崩壊し、1918年から1920年3月まで、ヴェルサイユ全権大使の顧問としてヨーロッパへ視察団を率いる。イギリス、フランス、ドイツの思想界ともしばしば接触を持ったという。

### 晩年と思想活動（1921-1929）

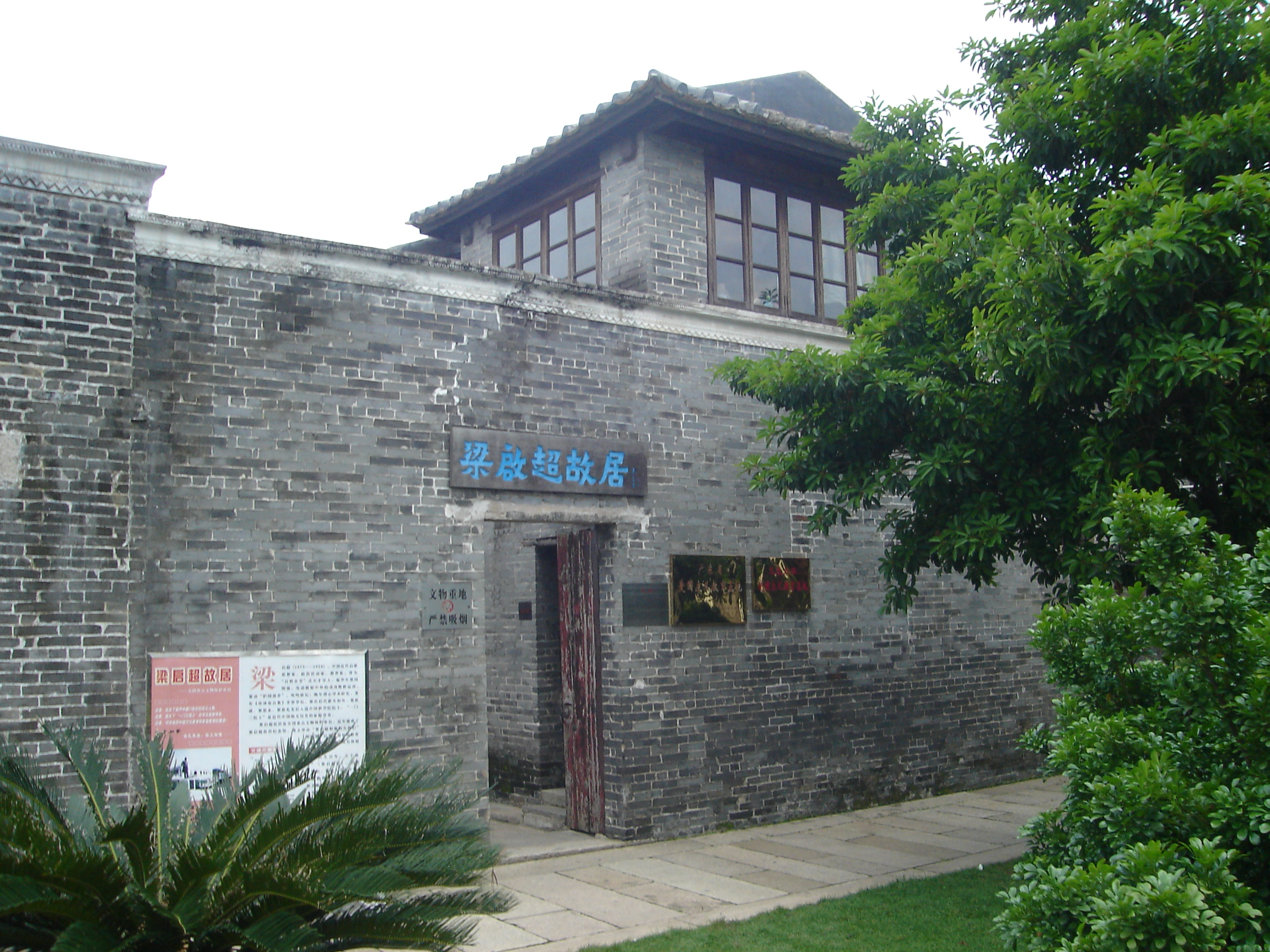
新会区の梁啓超故居

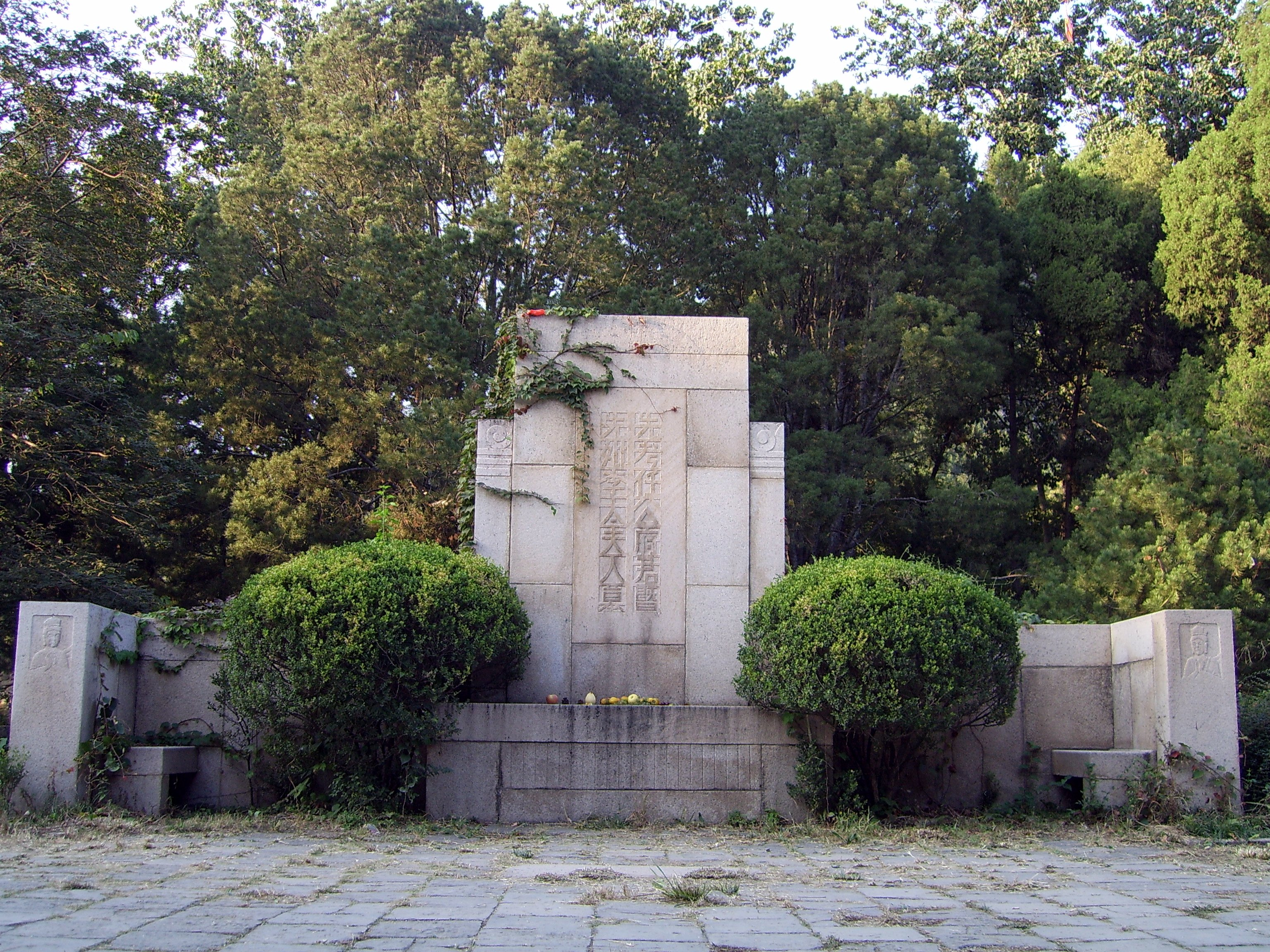
北京植物園の梁啓超墓

一次大戦によるヨーロッパの荒廃に少なくない衝撃を受けた梁啓超は、国家主義的なスタンスから近代西欧の思想を紹介するそれまでのスタイルを改め、伝統中国の思想や文化への再評価へと向かい、物質主義的な西洋文明を中国文明の精神と融合させるための学術研究に没頭していくことになる。1923年には清華大学教授、ついで北京図書館の館長となっている。影響力を強めつつあったマルクス主義に対しては、中国には階級的な社会構造が存在せず、共産主義の理念は外来の理論ではなく中国の伝統の中にも求めるべきである、などの理由で批判的であった。ソビエトを赤色帝国主義と断じて排露を主張し、一部の地域が赤色共産党人の運動場となっていると評価して、当時の現状を嘆く評論が残る。
1929年、病没。
現在、広東に梁啓超故居が、天津に梁啓超旧居・記念館が、北京植物園に墓碑がある。

## 思想・評価
- 今日では中国語にも多くの和製漢語が使用されているが、その端緒を開いたのは梁啓超であった。胡適・毛沢東をはじめ、感化を受けた清末青年は多く、その意味でジャーナリストとしての梁は大きな足跡を残した。
- 梁啓超は知識や学問について書いた文章で、フランスのヴォルテール、日本の福澤諭吉、ロシアのトルストイを「世界三大啓蒙思想家」のトップとして紹介し、三人の生涯や功績を紹介している[4][1]。
- 革命主義的な政治手法を激しく批判し、「開明専制」という国家主義的な思想を展開したこともあって、長らくその評価はあまり芳しいものではなかった。しかし日本における近年の中国近代史研究においては、梁啓超は研究対象として最も扱われる知識人となっている。その理由は、1980年代以降に起こった歴史学における分析視座の変化と大きく関わっている。第一には、マルクス主義を下敷きにした社会経済史から、言葉や概念の意味の構造と変容に着目する言説分析的な方法論への転換であり、これによって西欧近代の政治思想の文献を中国に精力的に紹介した知識人である梁啓超の役割がクローズアップされることになった。第二には研究上の分析対象が革命運動から「国民国家」に転換し、それによって「国民」や「民族」をはじめとした国民国家に関する近代的な概念や理念を中国に導入し、定着させた梁啓超の存在感が高まったためである。特に梁啓超が日本の文献の翻案によってそうした思想活動を行っていたことも、日本の研究者に重視され続けている理由である。
- 主義主張が同一人物とは思えないほど思想変遷が激しいことも、梁啓超が長らく批判の対象となってきた一因である。彼自身も1920年に書いた『清代学術概論』の中で、「わが学問は博きを愛することに病む。このために、浅薄で乱雑なのである。最も病んでいるのは定見がないことだ。獲得したと思ったら、たちまちのうちに失ってしまう。あらゆるものは私を見習うべきだとしても、この二つは私のようになってはならない」と自省している[5]。しかし、新しい思想を中国に精力的に導入するに当たって、梁啓超のこうしたフットワークの軽さこそが強みであったと言うこともできるだろう。
- 2004年には島田虔次・狭間直樹ら京都大学の研究者が中心となって『梁啓超年譜長編』全5巻の翻訳を完成させており（#参考文献）、全生涯に関する史料集として、梁啓超研究だけでなく中国近代史研究全般に有用な史料集として用いられている。

## 著作
著述のほとんどは『飲冰室合集』（1932年）に収められている。また全著作名は『梁啓超著述繋年』（1986年）で確認できる。以下は膨大な著作のうち、主要著作のみ挙げた。
- 1896年『変法通議』
- 1898年『戊戌政変記』
- 1900年「少年中国説」
- 1901年「立憲法議」
- 1901年「中国史序論」
- 1902年『新民説』
- 1902年「論政府与人民之権限」
- 1902年『新中国未来記』
- 1902年『十五小豪傑』（翻訳＝ジュール・ヴェルヌ作、森田思軒訳『十五少年』の重訳）
- 1904年『飲冰室文集類編上』、『飲冰室文集類編下』
- 1906年「開明専制論」
- 1921年『清代学術概論』
- 1921年『墨子学案』
- 1922年『先秦政治思想史』
- 1922年『中国歴史研究法』
- 1926年『中国近三百年学術史』

### 著作日本語訳
- 「梁啓超文三篇」『中国革命の先駆者たち』島田虔次訳、筑摩書房、1965年、NDLJP:2980157
- 「譚嗣同伝」小野和子訳ほか、『中国古典文学大系 58 清末民国初政治評論集』平凡社、1971年、ISBN 4582312586
- 小野和子 訳『清代学術概論 : 中国のルネッサンス』245号、平凡社〈平凡社東洋文庫〉、1974年。ISBN 4582802451。 NCID BN01797504。
  - 小野和子訳『清代学術概論 : 中国のルネッサンス』245号、平凡社〈ワイド版東洋文庫〉、2003年。ISBN 4256802452。 NCID BA64929018。
- 『原典中国近代思想史 第2冊』西順蔵編、岩波書店、1977年
  - 『新編原典中国近代思想史 第2巻』村田雄二郎責任編集、岩波書店、2010年
- 『李鴻章 清末政治家悲劇の生涯』 張美慧訳、久保書店、1987年
- 『新民説』 高嶋航訳注、平凡社東洋文庫、2014年。ISBN 458-2808468
- 『梁啓超文集』 岡本隆司・石川禎浩・高嶋航編訳、岩波文庫、2020年。ISBN 400-3323416
- 丁文江・趙豊田編 『梁啓超年譜長編』 島田虔次（訳者代表）・狭間直樹・石川禎浩ほか訳、岩波書店、2004年
  - 第1巻：ISBN 4000270613、第2巻：ISBN 4000270621、第3巻：ISBN 400027063X、第4巻：ISBN 4000270648、第5巻：ISBN 4000270656

### 研究書
- 狭間直樹編 『共同研究 梁啓超―西洋近代思想受容と明治日本』 みすず書房、1999年、ISBN 4622038102
- 狹間直樹 『梁啓超―東アジア文明史の転換』 岩波書店〈岩波現代全書〉、2016年、ISBN 4000291874
- 李暁東 『近代中国の立憲構想 厳復・楊度・梁啓超と明治啓蒙思想』 法政大学出版局、2005年
- 齋藤希史 『漢文脈の近代 清末＝明治の文学圏』 名古屋大学出版会、2005年。第3-5章に「梁啓超と近代文学」の論考。
- 陳立新 編著 『梁啓超とジャーナリズム』 芙蓉書房出版、2009年、ISBN 4829504528
- 李海『日本亡命期の梁啓超』 桜美林大学北東アジア総合研究所、2014年、ISBN 4904794443

### 研究論文
- 朱琳「梁啓超における中国史叙述 －「専制」の進化と「政治」の基準（一）」『人文学研究所報』第52号、神奈川大学人文学研究所、2014年8月、95-115頁、ISSN 0287-7082、NAID 120007140468。
- 朱琳「梁啓超における中国史叙述 －「専制」の進化と「政治」の基準（二・完）」『人文学研究所報』第53号、神奈川大学人文学研究所、2015年3月、87-115頁、ISSN 0287-7082、NAID 120007140458。
- 朱琳「梁啓超における中国国家体制の構想 : 「自治」と「聯邦制」を手がかりに」『東北アジア研究』第16号、東北大学東北アジア研究センター、2012年、45-71頁、ISSN 1343-9332、NAID 40019255000。
- 朱琳「梁啓超的“革命”論 (伝統的精神文化からみた東アジア)」『東アジア文化交渉研究』第5号、関西大学文化交渉学教育研究拠点（ICIS）、2012年2月、115-129頁、ISSN 1882-7748、NAID 110008793767。
- 朱琳「梁啓超の「文明」認識およびその変遷 (伝統的精神文化からみた東アジア)」『東アジア文化交渉研究』第4号、関西大学文化交渉学教育研究拠点（ICIS）、2011年3月、193-212頁、ISSN 18827748、NAID 110008429750。
- 馮寶華「梁啓超と日本 : 福沢諭吉の啓蒙思想との関連を中心に」『比較文学・文化論集』第14号、東京大学比較文学・文化研究会、1997年5月、49-62頁、doi:10.15083/00026635、ISSN 0911341X、NAID 120003338873。